# واکوووویچه
واکوووویچه (به لاتین: Wakułowicze) یک روستا در لهستان است که در گمینا نوژتس-ستاتسیا واقع شده‌است. واکوووویچه ۲۰ نفر جمعیت دارد.